# گمینا رادومشل ویلکی
گمینا رادومشل ویلکی (به لهستانی:  Gmina Radomyśl Wielki) یک گمینا در لهستان است که در شهرستان میلتس واقع شده‌است. گمینا رادومشل ویلکی ۱۵۹٫۶۴ کیلومتر مربع مساحت و ۱۳٬۶۴۱ نفر جمعیت دارد.